# 马畅镇
马畅镇，是中华人民共和国陕西省汉中市洋县下辖的一个乡镇级行政单位。

## 行政区划
马畅镇下辖以下地区：
高堡村、东湾村、东社村、安冢村、安巷村、高路村、魏渠村、留村、双庙村、倪家村、野猪沟村、大坝沟村、白岩村、草庙村、青树村和尚巨村。